# Prapoće
Prapoće je naselje na Ćićariji, u općini Lanišće na 510 m nadmorske visine. Nalazi se sjeverozapadno od sjedišta općine, s kojim je povezano lokalnom prometnicom, na kraju uske plodne doline koja stanovnicima omogućuje proizvodnju hrane za vlastite potrebe, što je uz stočarstvo bila glavna gospodarska djelatnost. Mlijeko se prodavalo u Trstu. 

## Povijest
Prvi se put spominje 1358. s drugim selima Rašporske gospoštije, s kojima je 1394. pripao Veneciji. Crkva Sv. križa izgrađena je 1784. na mjestu prijašnje, koja je vjerojatno potjecala iz XV.st.

## Stanovništvo
Prema popisu stanovništva iz 2001. godine, naselje je imalo 32 stanovnika te 15 obiteljskih kućanstava.
| broj stanovnika | 222   | 241   | 283   | 301   | 310   | 352   |       |       | 284   | 250   | 173   | 88    | 50    | 41    | 32    | 28    | 31    |
|                 | 1857. | 1869. | 1880. | 1890. | 1900. | 1910. | 1921. | 1931. | 1948. | 1953. | 1961. | 1971. | 1981. | 1991. | 2001. | 2011. | 2021. |